# Tomàs Sunyer
Tomàs Sunyer, conegut amb el nom italianitzat de Tomasso Sogner (Sant Pere Pescador, Alt Empordà, 4 d'octubre de 1762 - Liorna, 9 de juliol de 1821), fou un compositor català que va viure la major part de la seva vida a Itàlia. Era pare del també compositor especialitzat en òperes Pasquale Sogner.
Després de rebre instrucció musical del seu pare que era organista (possiblement, des de 1776, l'organista ocasional de Sant Pere Pescador Josep Sunyer), fou deixeble de Sala, Guglielmi i Tritto al Conservatorio della Pietà dei Turchini de Nàpols. Es donà a conèixer per la cantata dramàtica Aci e Galatea. Va debutar amb l'òpera I due creduti vedovi al Teatro Valle de Roma el 3 de setembre de 1791. L'any següent fou contractat com a mestre de capella a la catedral de Liorna. Anys més tard s'establí a Londres, on se sap que encara hi vivia el 1812, i on fou mestre de capella d'una església i professor d'harmonia i de cant. En l'època de la formació del Institut de Ciències i Arts d'Itàlia, Sogner fou nomenat individu de la secció de música d'aquella societat.
La seva música no ha sigut estudiada però se sap que el seu estil era el de la tardana escola napolitana. Entre les seves composicions més notables hi figuren una Missa; Vespres, a 8 veus; l'oratori La Passió diversos quartets per a instruments d'arc i sonates per a piano. Va compondre diverses òperes que s'han perdut, i el ballet Cerere fuggitiva que va musicar per al coreograf i ballarí napolità Salvatore Viganò.